# Hartmannsberg (Wittibreut)
Hartmannsberg ist ein Ortsteil der Gemeinde Wittibreut im niederbayerischen Landkreis Rottal-Inn.

## Lage
Der Weiler Hartmannsberg liegt etwa sieben Kilometer nordöstlich von Wittibreut.

## Geschichte
Der Ort wurde zu unklarer Zeitstellung gegründet.
Das bayerische Urkataster zeigt Hartmannsberg in den 1810er Jahren als eine Einöde mit zwei Herdstellen, einem Vierseithof mit Obstgarten und einem weiteren Gehöft.
Im Ort befinden sich drei denkmalgeschützte Gebäude des ehemaligen Vierseithofes aus der ersten Hälfte des 19. Jahrhunderts. Zwei kleine Weiher nördlich des Ortes sind neuzeitlicher Entstehung.
Siehe auch: Liste der Baudenkmale in Hartmannsberg